# 아사노 미쓰아키라
아사노 미쓰아키라(일본어: 浅野 光晟 あさの みつあきら[*], 겐나 3년 음력 8월 12일(1617년 9월 11일) ~ 겐로쿠 6년 음력 4월 23일(1693년 5월 27일))는 아키 히로시마번 제2대 번주를 지냈다. 아사노 종가 제3대 당주.
기슈번주 아사노 나가아키라와 후리히메 사이의 적장자로 태어났다. 모친 후리히메는 도쿠가와 이에야스의 3녀로서 미쓰아키라는 이에야스의 외손이다.

## 생애
겐나 3년(1617년) 8월 12일, 초대 번주 아사노 나가호시(浅野長星, 당시는 기슈번주)의 차남으로 와카야마(和歌山)에서 태어난다. 간에이 4년(1627년) 8월 26일, 겐푸쿠시(元服し), 게다가 이에야스의 외손자이므로 마쓰다이라 성(松平姓)을 허락받아 원복 후에는 마쓰다이라 아키노카미(松平安芸守)로 불렸다. 또 종5위하에 임관했다. 간에이 9년(1632년) 10월 29일, 부친의 사망에 의해 뒤를 잇는다. 이때 형 아사노 나가하루(浅野長治)에게 5만 석을 나누어 주어서 지번인 빈고 3차 번(三次藩)을 입번(立藩)하였다. 간에이 11년(1634년) 9월 16일, 종4위하·시종(侍従)으로 승진한다. 간분 5년(1666년) 12월 27일 좌소장(左少将, 사쇼)으로 임관한다.
그 후에는 도쿠가와 쇼군 가문과의 관계를 돈독히 하고 켄치(検地)와 제이세이가이카쿠(税制改革, 세제 개혁), 사이코쿠 가도(西国街道)의 정비와 운수 정비 등의 번정 개혁을 실시하여 번정 확립에 힘썼다. 특히 '히로시마 정내의 법'(広島町中御掟法)등은 훗날 히로시마시의 토대가 된 번법이기도 하다. 그 밖에도 쇼쿠세가이카쿠(職制改革, 직제 개혁)을 실시했다.
간분 12년(1672년) 4월 18일 장남 쓰나아키라에게 가독을 물려주고 은거한다. 엔포 원년(1673년) 9월 18일, 통칭을 기이마모루(紀伊守)로 고친다. 겐로쿠 6년(1693년) 4월 23일에 향년 77세로 사망했다.
묘소는 히로시마현 히로시마시의 간다야마 묘지(神田山墓地).

## 같이 보기
- 마쓰다이라 다다아키라: 이종형
- 가모 다다사토, 가모 다다토모, 스후인: 이부 남매

| 전임 아사노 나가아키라 | 제2대 히로시마번 번주 (아사노가) 1632년 ~ 1672년 | 후임 아사노 쓰나아키라 |